# Eugenio Calabuig Gimeno
Eugenio Calabuig Gimeno es un empresario español nacido en Castellón en 1959. En la actualidad es el presidente del grupo empresarial Global Omnium, que es el accionista mayoritario del Grupo Aguas de Valencia, empresa encargada de gestionar la red de agua corriente en más de 300 ciudades españolas y en diversos países de África, Asia y América Latina.

## Trayectoria empresarial
En 1996 fundó la empresa Fomento Urbano de Castellón (FUCSA), compañía de la que sigue siendo presidente hoy en día y que se dedica a la gestión de suelo y la promoción de viviendas en la provincia de Castellón. 
En 1999 entró a formar parte del accionariado de la empresa Aguas de Valencia como miembro del consejo de administración. Finalmente, en 2007, fue nombrado presidente de la compañía en sustitución del empresario Vicente Boluda.
Eugenio Calabuig ha formado parte de la actualidad empresarial valenciana no solo por ser uno de los empresarios más prolíficos de la Comunidad Valenciana, sino también por su vinculación a entidades como el Valencia Club de Fútbol
En 2009 y como consecuencia de la mala situación económica que atravesaba el Valencia CF, Eugenio Calabuig prestó 50 millones a la entidad valencianista. Esta operación financiera permitió al club deportivo hacer frente a los pagos de las nóminas de sus trabajadores y futbolistas en aquel momento.

## Avanqua
Aguas de Valencia gestiona, a través de Avanqua, el Ágora y el Oceanográfico de Valencia desde agosto de 2015 tras ganar el concurso convocado por la Ciudad de las Artes y las Ciencias de la Generalidad Valenciana. El acuario de Vancouver y Ket Gestión completan el accionariado de Avanqua, que gestionarán el acuario valenciano en los próximos quince años.

## Fundación Aguas de Valencia
Eugenio Calabuig también preside la Fundación Aguas de Valencia, dedicada a actividades medioambientales, culturales, sociales y deportivas. Entre las primeras, sus esfuerzos se centran en la protección del entorno como limpieza de ríos y conservación de especies (en colaboración con la Fundación Limne y la Fundación Oceanográfico) o recuperación de espacios naturales, como por ejemplo el parque natural de la Albufera (con la fundación Assut).
En el campo cultural, la Fundación que preside Eugenio Calabuig colabora con los Premis Literaris Ciutat d'Alzira y ha impulsado iniciativas como Beethoven al Riu, gracias al cual, junto con el Palau de la Música, los valencianos pudieron escuchar desde una pantalla gigante el concierto inaugural del auditorio en el jardín del Turia en 2015.
La Fundación repasó también la historia de Valencia en imágenes durante el año de celebración de su 125 aniversario en una exposición desarrollada en el centro Cultural Bancaja